# Julius Versé
Julius Versé (* 1881; † 22. September 1966 in Lövenich) war ein deutscher Geologe und Bergbauingenieur.
Er studierte an der Albert-Ludwigs-Universität Freiburg und war seit 1903 Mitglied der Freiburger Burschenschaft Alemannia. Im Jahr 1911 absolvierte er die Staatsprüfung als Bergreferendar im Bezirk Bonn. Im Jahr 1916 war er Bergassessor in Köln und im Ersten Weltkrieg Batterieführer und Oberleutnant. Er hatte einen Professorentitel.
Von 1936 bis 1939 war er der letzte Präsident der Preußischen Geologischen Landesanstalt. Er folgte Wilfried von Seidlitz im Amt nach. Seine Amtszeit endete, als die Landesanstalt wie die anderen deutschen und österreichischen geologischen Landesämter unter nationalsozialistischer Herrschaft aufgelöst und in das Reichsamt für Bodenforschung eingegliedert wurden. Versé und die alteingesessenen Beamten im Wirtschaftsministerium konnten diesem Umbau durch die nationalsozialistischen Machthaber (insbesondere Hermann Görings) nichts entgegensetzen.